# Клостермансфелд
Клостермансфелд (њем. Klostermansfeld) општина је у њемачкој савезној држави Саксонија-Анхалт. Једно је од 22 општинска средишта округа Мансфелд-Сидхарц. Према процјени из 2010. у општини је живјело 2.598 становника. Посједује регионалну шифру (AGS) 15087260.

## Географски и демографски подаци
Клостермансфелд се налази у савезној држави Саксонија-Анхалт у округу Мансфелд-Сидхарц. Општина се налази на надморској висини од 249 метара. Површина општине износи 8,8 km². У самом мјесту је, према процјени из 2010. године, живјело 2.598 становника. Просјечна густина становништва износи 295 становника/km².